# Arhynchobdellida
Arhynchobdellida – rząd pijawek obejmujący gatunki, które nie mają ryjka (proboscis) ani osobnego układu krwionośnego. Brak ryjka uzasadnia stosowaną dla nich nazwę pijawki bezryjkowe. Kanały i zatoki celomatyczne ich ciała wypełnia hemoglobina. Gardziel jest umięśniona, u niektórych wyposażona w szczęki z ząbkami lub w sztylety, a siodełko uwidacznia się w okresie rozrodu. Pijawki te nie opiekują się potomstwem. Z 250 gatunków występujących na świecie w Polsce stwierdzono 11 przedstawicieli z 3 rodzin.
Wśród Arhynchobdellida wyróżniane są dwie główne grupy klasyfikowane w randze podrzędów:
- Erpobdelliformes – pijawki gardzielowe (dawniej Pharyngobdellida)
- Hirudiniformes – pijawki szczękowe (dawniej Gnathobdellida)

Pozycja systematyczna monotypowej rodziny Americobdellidae nie jest jednoznaczna. Część systematyków umieszcza ją wśród pijawek gardzielowych (np. Siddall, Borda). Inni wyodrębniają tę rodzinę podkreślając jej bazalną pozycję wśród Arhynchobdellida.